# Justin Verlander
Justin Brooks Verlander (ur. 20 lutego 1983) – amerykański baseballista występujący na pozycji miotacza w Houston Astros.

## Przebieg kariery

### College
Verlander studiował na Old Dominion University, gdzie w latach 2002–2004 grał w baseballowej drużynie uniwersyteckiej; w pierwszym sezonie został wybrany najlepszym debiutantem w CAA. W 2003 roku zdobył wraz z drużyną narodową srebrny medal na Igrzyskach Panamerykańskich.

### Detroit Tigers
W drafcie 2004 roku został wybrany w pierwszej rundzie z numerem drugim przez Detroit Tigers. Zawodową karierę rozpoczynał w klubach farmerskich Tigers, między innymi w Lakeland Tigers, gdzie przy statystykach 9–2 W–L i 1,67 ERA został wybrany przez klub Detroit Tigers najlepszym zawodnikiem sezonu w Minor League Baseball. W MLB zadebiutował 4 lipca 2005 w przegranym 0–6 meczu przeciwko Cleveland Indians. W 2006, pierwszym pełnym sezonie rozegrał 30 meczów, gdzie miał 17–9 W–L i 3,63 ERA i został wybrany najlepszym debiutantem w MLB. W tym samym roku wystąpił w 1. meczu World Series; ostatecznie Tigers ulegli St. Louis Cardinals w pięciu meczach.
12 czerwca 2007 roku w meczu przeciwko Milwaukee Brewers rozegrał no-hittera, a niespełna miesiąc później po raz pierwszy w karierze został wybrany do Meczu Gwiazd. W 2010 roku podpisał nowy kontrakt z klubem wart 80 milionów dolarów. 7 maja 2011 w spotkaniu z Toronto Blue Jays rozegrał drugiego no-hittera w karierze. W tym samym sezonie zdobył Potrójną Koronę (24 zwycięstw, 2,40 ERA, 250 strikeouts), a także został wybrany MVP American League oraz jednogłośnie nagrodzony Cy Young Award.
W marcu 2013 podpisał nowy, pięcioletni kontrakt wart 140 milionów dolarów, który będzie obowiązywać w latach 2015–2019; jeśli w 2019 w głosowaniu do nagrody Cy Young Award zajmie miejsce w pierwszej piątce, kontrakt zostanie przedłużony o kolejny sezon. W lipcu 2013 nie wystąpił w All-Star Game z powodu kontuzji; zastąpił go Chris Tillman z Baltimore Orioles. 12 kwietnia 2014 w meczu międzyligowym z San Diego Padres na Petco Park zaliczył pierwsze uderzenie w MLB; mecz rozgrywany był na stadionie zespołu z National League i wedle reguł tej ligi miotacz figuruje na liście pałkarzy w odróżnieniu od zasad American League, w której w miejsce miotacza wystawiany jest designated hitter.
18 maja 2016 w meczu z Minnesota Twins zaliczył 2000. strikeout w MLB.
30 sierpnia 2017 w spotkaniu z Colorado Rockies zaliczył pierwszy RBI w MLB.

### Houston Astros
31 sierpnia 2017 w ramach wymiany zawodników przeszedł do Houston Astros. 14 października 2017 rozegrał pełny mecz numer 2 ALCS przeciwko New York Yankees. W wygranym przez Astros spotkaniu zaliczył 13 strikeoutów. W meczu numer 6 zaliczył siedem zmian bez oddania runa, a Astros pokonali Yankees 7–1 i wyrównali stan w serii na 3–3. Verlander w ALCS zaliczył 21 strikeoutów, zanotował dwa zwycięstwa przy wskaźniku ERA 0,56 i został wybrany najbardziej wartościowym zawodnikiem ALCS.
1 września 2019 w meczu przeciwko Toronto Blue Jays Verlander został szóstym w historii MLB miotaczem, który rozegrał w swojej karierze trzeciego no-hittera. 29 września 2019 w ostatnim dniu sezonu zasadniczego i meczu z Los Angeles Angels został osiemnastym w historii MLB miotaczem, który osiągnął pułap 3000 strikeoutów. W tym samym spotkaniu zaliczył również 300. strikeout w sezonie. Za swoją postawę w sezonie 2019, został po raz drugi w swojej karierze wybrany najlepszym miotaczem w American League i otrzymał nagrodę Cy Young Award.

## Nagrody i wyróżnienia
| Nagroda/wyróżnienie         | Lata                                           | Źródło        |
| MVP American League         | 2011                                           | [ 12 ]        |
| 8× All-Star                 | 2007, 2009, 2010, 2011, 2012, 2013, 2018, 2019 | [ 4 ]         |
| Zwycięzca w World Series    | 2017                                           | [ 4 ]         |
| 2× AL Cy Young Award        | 2011, 2019                                     | [ 13 ] [ 23 ] |
| Triple Crown                | 2011                                           | [ 11 ]        |
| AL Rookie of the Year Award | 2006                                           | [ 3 ]         |
| ALCS MVP                    | 2017                                           | [ 20 ]        |
| Babe Ruth Award             | 2018                                           | [ 24 ]        |